# Дзеркальна Земля
«Дзеркальна Земля: Пошук близнюка нашої планети» (англ. Mirror Earth: The Search for Our Planet's Twin) — науково-популярна книга Майкла Лемоніка 2012 року, у якій автор обговорює роботу науковців з пошуку екзопланет і, зокрема планет, придатних для життя.

## Зміст
Лемонік описує різні методи, за допомогою яких астрономи шукають екзопланети, і розповідає історію пошуку екзопланет від перших невдалих і вдалих спроб до космічного телескопа Кеплер, і від гарячих Юпітерів до планет дедалі більше схожих на Землю. Центральне місце в книзі займають такі дослідники екзопланет, як Вільям Борукі, Джеффрі Марсі, Сара Сігер, Дебра Фішер.

## Відгуки
The Wall Street Journal опублікував рецензію Майкла Брауна, професора планетарної астрономії в Каліфорнійському технологічному інституті. Він прокоментував, що «взаємодія Лемоніка з цими вченими є надзвичайною силою цієї людської історії». Браун також написав: «Наприкінці цієї захопливої книги відкриття такого близнюка здається настільки близьким, що ви майже відчуваєте смак іншопланетної води на кінчику язика».
Publishers Weekly високо оцінив книгу, заявивши, що вона «пропонує читачам неформальний і доступний погляд на роботу» дослідників екзопланет. Kirkus Reviews також залишив позитивний відгук, описавши книгу як «якісний огляд переднього краю астрономії та нового покоління астрономів, які його досліджують».